# Bayerischer Rundfunk

Logo BR

Bayerischer Rundfunk (zkráceně BR) je německá veřejnoprávní televize a rozhlas v bavorském hlavním městě Mnichov existující od roku 1922. Je členem společnosti německých regionálních veřejnoprávních vysílatelů ARD. V letech 1922 až 1930 společnost působila pod názvem Deutsche Stunde in Bayern, následně v letech 1931 až 1933 jako Bayerischer Rundfunk GmbH, poté v letech 1933 až 1945 jako Reichssender München a v letech 1945 až 1949 jako Radio München.